# Tyrannus
Tyrannus là một chi chim trong họ Tyrannidae.